# Бредли Волш
Бредли Џон Волш (енгл. Bradley John Walsh; 4. јун 1960) је британски телевизијски и филмски глумац, као и бивши фудбалер. Водитељ је оригиналне британске верзије квиза Потера. Понекад му продукција намерно смишља смешна питања, због његове реакције на њих.
Волш је најпознатији по улози Ронија Брукса у серији Ред и закон: Велика Британија.